# Coelioxys joergenseni
Coelioxys joergenseni är en biart som beskrevs av Holmberg 1909. Coelioxys joergenseni ingår i släktet kägelbin, och familjen buksamlarbin. Inga underarter finns listade i Catalogue of Life.